# Andy Puddicombe
Andy Puddicombe (Londres, 23 de septiembre de 1972) es un autor inglés, orador público y profesor de meditación y atención plena. Es el cofundador de Headspace, junto a Richard Pierson, una compañía que proporciona formación de meditación y atención plena para sus usuarios.
Puddicombe fue monje budista y está titulado en Artes circenses.

## Biografía
Puddicombe nació en Londres pero creció en Brístol, Reino Unido. Asistió a la Escuela Comprensible Wellsway en Keynsham, y estudió Ciencia del Deporte en la Universidad de Montfort. También consiguió un título de Fundación en Artes Circenses.

### Retiro en un monasterio budista
En 1994, Puddicombe dejó sus estudios en ciencias del deporte y en cambio viajó hacia Asia para entrenar como monje budista. Él ha atribuido esto en parte a un esfuerzo para hacer frente a un trauma del duelo.
Su entrenamiento de meditación lo llevó a la India, Nepal, Myanmar, Tailandia, Australia y Rusia; culminó con la ordenación completa en un monasterio tibetano en la India, en el Himalaya. Después de haber completado un retiro de un año de clausura en Escocia, regresó a Rusia, donde enseñó meditación en Moscú durante cuatro años antes de llegar al fin de su compromiso monástico.
En 2004, Puddicombe regresó a Reino Unido donde estudió Artes Circenses en Londres, mientras que al mismo tiempo construía su propia práctica privada de meditación en la ciudad, deseando hacer que la "meditación y la atención plena fueran accesibles, relevantes y beneficiosas para la mayor cantidad de personas posible".

### Asesor de meditación
Puddicombe estableció una práctica de meditación privada en 2006, y pasó los siguientes cuatro años trabajando como consultor de atención plena, mientras adaptaba el lenguaje y las técnicas que había aprendido anteriormente. Durante este tiempo, conoció a su futuro socio comercial y cofundador de Headspace, Rich Pierson. Puddicombe ha atribuido a menudo el éxito de Headspace a la participación de Pierson.

### Headspace
Headspace se lanzó en 2010, originalmente como una compañía de eventos en Londres. Sus primeras meditaciones en línea se cargaron en su sitio web antes de que, en enero de 2012, se lanzara su primera aplicación Headspace. La misión compartida con Andy Puddicombe y Richard Pierson fue bastante sencilla: desmitificar la meditación y hacerla más accesible, más relevante para el mundo moderno y más creativa.

## Libros
Puddicombe ha escrito tres libros, todos publicados por Hodder & Stoughton, Hachette.
- Consigue algún Headspace (2011) es una introducción en profundidad a las técnicas de Headspace. (También publicado como Meditación y Conciencia)[11]
- La Dieta Headspace (2013) enseña a los lectores cómo utilizar la atención plena en lugar de dietas de modas para alcanzar su peso ideal personal. (También publicado como Comiendo Plenamente)[12]
- La Guía Headspace para...un Embarazo Plenamente (2015) se propone enseñar a las parejas a navegar con calma las ansiedades y demandas del embarazo.[13]

## Televisión y radio
Puddicombe contribuye a BBC Noticias y BBC Radio en asuntos de meditación, atención plena, salud mental y estilo de vida. En 2010 participó en la Serie Pausa para el pensamiento en BBC Radio 2, con apariciones semanales en el programa de radio de Chris Evans, con más de 9 millones de oyentes. Esto es junto con otras contribuciones a estaciones como NPR (Radio Pública Nacional) en los Estados Unidos.
La primera aparición de Puddicombe en la televisión estadounidense se produjo en 2013, participando en el programa Dr. Oz. Discutió el auge de la meditación, los beneficios científicos, así como su viaje personal como monje budista. Luego organizó un segmento separado en el que enseñó a la audiencia del estudio y a los televidentes cómo meditar. También ha aparecido en otros programas de la red, como ABC y KTLA Noticias, discutiendo los beneficios de la meditación.
En agosto de 2017, Puddicombe fue invitado a The Tonight Show junto a Jimmy Fallon. Durante su aparición, guio al anfitrión del programa, The Roots, y al público a través de una meditación de dos minutos.

## Internet
En noviembre de 2012, Puddicombe dio una Charla TED, titulada 'Todo lo que necesita son 10 minutos consciente', que describe los beneficios de tomarse un descanso cada día para practicar la atención plena. Hasta la fecha, ha acumulado 7 millones de vistas, y fue una de las primeras Charlas TED que se presentaron en Netflix.
Puddicombe es un colaborador regular en El Guardián, The Times y Huffington Post, escribiendo acerca de los beneficios de la atención plena.

## Vida personal y política
Puddicombe vive en Venice, California, con su esposa y sus dos hijos. En 2013, Puddicombe anunció que estaba recibiendo tratamiento para el cáncer de testículo. 
En agosto de 2014, Puddicombe fue una de las 200 figuras públicas que firmaron una carta a The Guardian oponiéndose a la independencia de Escocia en el periodo previo al referéndum de septiembre sobre ese tema.